# ديانات الشرق الأدنى القديم
كانت ديانات الشرق الأدنى القديم متعددة الآلهة، مع بعض الأمثلة على المونولاترية؛ أي عبادة إله واحد مع الإيمان بتعدد الآلهة (على سبيل المثال، اليهوهية والآتونية). يعتقد بعض العلماء أن أوجه التشابه بين هذه الأديان تشير إلى أنها ذات صلة، وهو ما يُعرف بمذهب النمذجة أو التنميط أو المحاكاة..
يمكن عزو العديد من الديانات في الشرق الأدنى القديم وفروعها إلى الديانات السامية القديمة. من بين الديانات الأخرى في الشرق الأدنى القديم؛ ديانة المصريين القدامى، وديانات اللويين والحيثيين في آسيا الصغرى، والسومرية في بلاد الرافدين القديمة. تشمل فروع الديانات السامية القديمة، الديانة البابلية الآشورية، وديانات الفينيقيين، والأساطير العربية. اليهودية هي تطور لديانة الفينيقيين، وقد أثرت الديانات الهندوأوروبية والسامية على الديانة الإغريقية، وكانت الزرادشتية نتاجًا للديانة الهندوإيرانية القديمة التي كانت في الأساس الديانة الإيرانية القديمة. في المقابل، أثرت هذه التقاليد الدينية بقوة على ديانات توحيدية تالية؛ المسيحية، والمندائية، والصابئة، والغنوصية، والإسلام، والمانوية، التي ورِثت توحيدها من اليهودية والزرادشتية.

## بلاد الرافدين

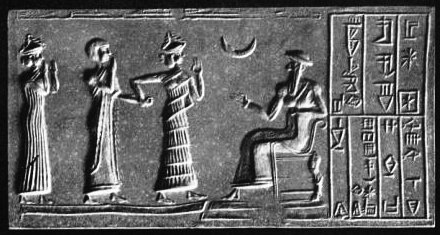
القس الأعلى للإله سين في إشكون-سين حوالي عام 2400 ق.م

### علم التنجيم
إن تحديد هوية الآلهة والإلهات (أنثى الإله) بأجرام سماوية، كالكواكب والنجوم والشمس والقمر، وتعيين مراكز جميع الآلهة في السماء، موجود في الديانة البابلية الآشورية.
كان تجسيد النجمين العظيمين، الشمس والقمر، الخطوة الأولى في نشوء هذا النظام، وأعقب ذلك وضع الآلهة الأخرى بمكانة الشماش أوتو وسين. أدت هذه العملية، التي بلغت ذروتها في فترة ما بعد الحمورابية، إلى ارتباط كوكب الزهرة بالإله عشتار (إنانا)، والمشتري بمردوخ، والمريخ بنرغال، وعطارد بنابو، وزحل بنينورتا.
يمثل النظام توليفة متناغمة من عاملين، أحدهما ذو الأصل الشعبي، والآخر نتيجة المضاربة في المدارس الملحقة بالمعابد البابلية. والعامل الشعبي هو الإيمان بتأثير حركات الأجرام السماوية على أحداث على الأرض، وهو اعتقاد، بطبيعة الحال، يوحي به اعتماد الحياة والغطاء النباتي والتوجيه على النجمين العظيمين. ابتداء من هذا الاعتقاد، كوّن الكهنة نظرية التطابق الوثيق بين أحداث الأرض والظواهر في السماء. تمثل السماء تغييرًا مستمرًا حتى للناظر السطحي، وخُلّص الاستنتاج إلى وجود صلة بين التغيرات والحركة دائمة التغير في مصير الأفراد والطبيعة وكذلك في مظهر الطبيعة.
كانت إشارات السماوات تُقرأ لفهم معنى الأحداث على الأرض، وبإنجاز ذلك، كان من الممكن أيضًا التنبؤ بما تنذر به الأحداث من مكانة وعلاقة كل منها بالآخر من الشمس والقمر والكواكب وبعض النجوم. كانت الأساطير التي ترمز إلى التغيرات في الفصول أو الأحداث في الطبيعة متوقعة في السماء، والتي وُضعت لتتوافق مع انقسامات الأرض.
جميع الآلهة والشياطين والأرواح لهم أماكنهم في السماوات، وفُسرت الحقائق على أساس الإلهيات النجمية، بما فيها ما يقع في نطاق التاريخ السياسي. تحكَم هذا النظام، خلال الزمن، بعقول البشر، إذ اكتسبت الطوائف والعبادات، لكونها تعبيرًا عن المعتقدات الإحيائية، اللون المستمد من التفسير «النجمي» للأحداث والعقائد. وترك أثره في التعاويذ والطوالع والتراتيل، وأولد علم الفلك، الذي غُرس بدأب لأن معرفة السماوات هي الأساس لنظام العقيدة الذي كشفه كهنة بابل وآشور.
كتوضيح للطريقة التي جُعلت بها مذاهب الدين متوافقة مع النظرية الفلكية السائدة؛ سيكون كافيًا الإشارة إلى التعديل الذي جرى في عملية الآراء هذه، التي تطورت في فترة مبكرة جدًا، وقسمت السيطرة على الكون بين الآلهة الثلاثة «أنو وإنليل وإيا». بنأي هذه الآلهة عن جميع الصلات المحلية، أصبح «أنو» السلطة التي تتولى السماء، وأسنِد إلى إنليل الأرض والجو أعلاه مباشرة، بينما حكم إيا عميقًا. مع انتقال جميع الآلهة إلى السماوات، وتحت تأثير عقيدة التوافق بين السماوات والأرض، أصبح أنو وإنليل وإيا، «الطرق» الثلاثة في السماوات (كما يُطلق عليهم).
يبدو أن «الطرق» في هذه الحالة هي تسمية لحلقة المسار الشمسي، التي قُسمت إلى ثلاثة أقسام أو مناطق؛ المنطقة الشمالية والوسطى والجنوبية، كُلف أنو بالمنطقة الأولى، وإنليل بالثانية، وإيا بالثالثة. نجحت الإلهيات النجمية للديانة البابلية-الآشورية -مع أنها تحمل إشارات لنظام ابتكره الكهنة- في استيعاب المعتقدات التي كانت تمثل المحاولات السابقة لمنهجة الجوانب الدينية الأكثر شيوعًا، وهكذا كفل توحيد العناصر المتنوعة التي أدت إلى تفسير محتويات وشكل الدين من حيث نظام الإلهيات النجمية.

### الأخلاقيات
من ناحية الجوانب الأخلاقية، فإن الديانة البابلية بشكل خاص، وإلى حد أقل من الآشورية، تظهر تقدمًا إلى مفاهيم ملموسة عن الصفات المرتبطة بالآلهة والواجبات المفروضة على الإنسان. استثُمر شاماش، إله الشمس، في العدالة كصفة رئيسية له، وصُور مردوخ على أنه مليء بالرحمة واللطف، وإيا عمومًا هو حامي البشرية، والأب الذي يحتمى به. لا شك أن الآلهة يُثار غضبها بسهولة، وفي بعضٍ منها، كانت الجوانب الأليمة مهيمنة، لكن وجهة النظر تصبح أكثر وضوحًا بوجود سببٍ للعقاب الإلهي دائمًا. غير أنه، عند تبرير غضب الآلهة، لا يوجد تمييز حاد بين الإساءات الأخلاقية وإهمال الشعائرية، ومع ذلك، فإن الضغط الذي يتشكل في التراتيل والصلوات، وكذلك في طقوس التكفير المستفيض المحددة لإرضاء الآلهة، والحاجة لأن تكون طاهرة ونقية في نظر القوى العليا، وغرس التواضع بشكل كاف، وعلاوة على ذلك، ضرورة الاعتراف بالذنب والخطايا دون أي تحفظ، كل هذا يشهد على القوة التي اكتسبها العامل الأخلاقي في نطاق الدين.
يبدو هذا العامل أقل جدوى في الكشف عن الأراء المتعلقة بالحياة بعد الموت. طوال جميع فترات التاريخ البابلي-الآشوري، ساد تصور وجود كهف مظلم كبير تحت الأرض، ليس بعيدًا عن أبسو -هاوية المياه العذبة المحيطة والمتدفقة تحت الأرض- إذ جُمع كل الأموات وعاشوا حياة بائسة معدومة النشاط، وسط الغمام والغبار. بين الحين والآخر، كان يُسمح لأحد الأشخاص المفضلين بالفرار من هذا المصير العام ووضعه في جزيرة جميلة. يبدو أيضًا أن الحكام كانوا دائمًا يستفردون بنعمة إلهية، وفي الفترات السابقة من التاريخ، نظرًا للاعتقاد السائد أن الحكام كانوا أقرب إلى الآلهة من غيرهم من البشر، كان الملوك يُعبدون بعد الموت، وفي بعض الحالات، يقدّم لهم التبجيل الإلهي حتى خلال حياتهم.

### علم الشياطين
عرفت ديانات الشرق الأدنى القديم نظامًا متطورًا من الشياطين الخيرة والمحايدة والشريرة (التي كانت أشبه بالشياطين اليونانية أكثر من المفهوم المسيحي للشياطين الشريرة)، وكان جزء كبير من الشفاء يتألف من طرد الأرواح الشريرة، مثل لاماشتو، وهي الشيطانة المخنثة المسؤولة عن مضاعفات الولادة ووفيات الرضع.
في الأساطير الآشورية والبابلية، تُعرف الشياطين السبعة الشريرة باسم شيدو أو لاماسو، بمعنى «شياطين العاصفة». وكانت ممثَلة في شكل الثور المجنح، وهي مستوحاة من الثيران الضخمة المستخدمة باعتبارها جني حامي للقصور الملكية، واكتسب اسم «شيد» معنى العبقري الملائم في نصوص السحر البابلية.

## إيران الكبرى
كانت الأراضي الإيرانية القديمة تتسم بالتنوع في المعتقدات الروحية، وشملت الديانات الزرادشتية، والمازدكية، والمانوية، واليزدانية، والمندائية، وغيرها. كان الميتاني القديم يتمركز في كردستان العصر الحديث، واتضح من الحفريات أن له تاريخًا من الممارسات الزرادشتية.

## مصر القديمة
اندمجت الطقوس والمعتقدات الدينية السائدة في مصر القديمة وتطورت بمرور الوقت. على سبيل المثال، خلال المملكة المصرية الحديثة، وُحدت الآلهة رع وآمون في إله واحد، أمون-رع. لا بد من تمييز مثل هذا التواحد عن مجرد الدمج، ويشار إليه أيضًا بـ«الأُسر» مثل آمون، وموط، وخونسو. مع مرور الوقت، شاركت الآلهة في علاقات تواحدية متعددة، على سبيل المثال، الجمع بين رع وحورس إلى رع-حوراختي. وعلى نحو مماثل، أصبح بتاح وسوكر وأوزيريس، بتاح-سوكر-أوزيريس.

## بلاد الشام

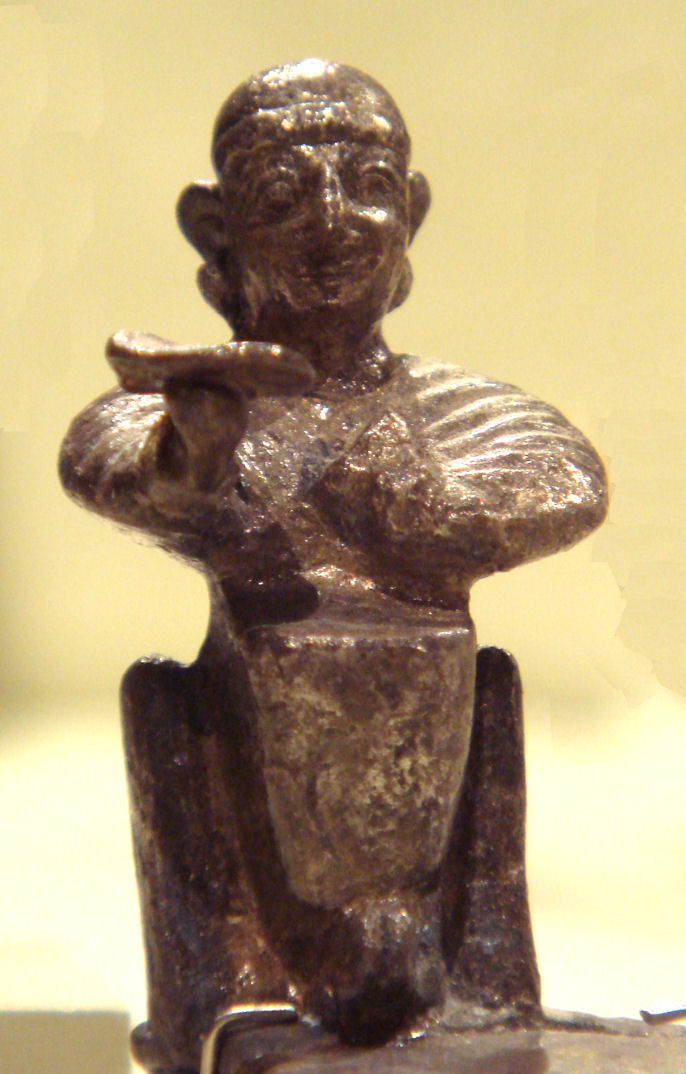
آلهة حيثية قديمة تعود لأواخر عهد الإمبراطورية الحيثية الأصلية (القرن الثالث عشر قبل الميلاد)

من بين الآلهة التي كانت تُعبد في ديانات الكنعانيين إبان العصر البرونزي الأخير، عليون وأبناؤه وإلوهيم والإلهة عناة وهدد، إله العاصفة، وإله البحار؛ يم. بدأ تكوين الكتاب المقدس العبري بعد قرون من انهيار العصر البرونزي، ولكن العديد من هذه الأسماء لا تزال تنعكس في العبري التوراتي، بما في ذلك إلوهيم ولقب بعل، الذي كان في الأصل لقبًا للهدد، كمنافس أو عدو ليهوه.

## الأناضول
تحافظ ديانات الحيثيين واللويين، التي تتأثر بشدة بأساطير بلاد الرافدين، على أسس الهندوأوروبية الملحوظة، مثل تيشوب، إله الرعد، وصراعه مع الإله الثعباني -الألويانكا.
كان لتيشوب ابنًا؛ تيلبينو، وابنة؛ إنارا. كانت إنارا مشمولة في مهرجان الربيع بورولي. تعد إلهة الحماية. وتعد إيشارا إلهة القَسَم.